# MITメディアラボ

Logo.

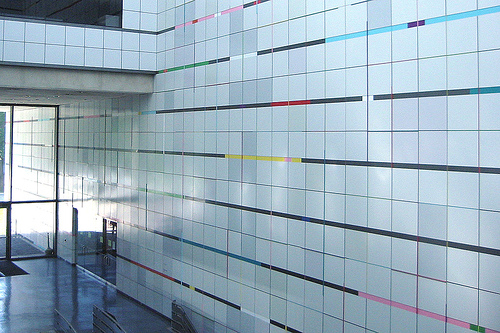
建物内部の入り口の様子

MITメディアラボ（エムアイティ メディア ラボ、英: MIT Media Lab）は、米国マサチューセッツ工科大学 (MIT) 建築・計画スクール内に設置された研究所。
主に表現とコミュニケーションに利用されるデジタル技術の教育、研究を専門としている。1985年にニコラス・ネグロポンテ教授と元同大学学長のジェローム・ウィーズナーによって設立された。世界的な建築家のイオ・ミン・ペイが設計した校舎Wiesner Buildingで開校した。

## 運営
2020年12月22日に、元NASA副長官のデイヴァ・ニューマン教授が所長として選出され、2021年7月1日より職に就いている。前任の第4代は、伊藤穰一元教授（2011年4月25日選出〜2019年9月7日に不祥事の責任をとり辞任）。その前はコンピューター研究者のフランク・モスが同研究所所長であった。（2006年2月1日～2011年）
MITメディアラボには約70人の運営管理スタッフと支援スタッフがいる。副所長として、石井裕とAndrew Lippmanがいる。

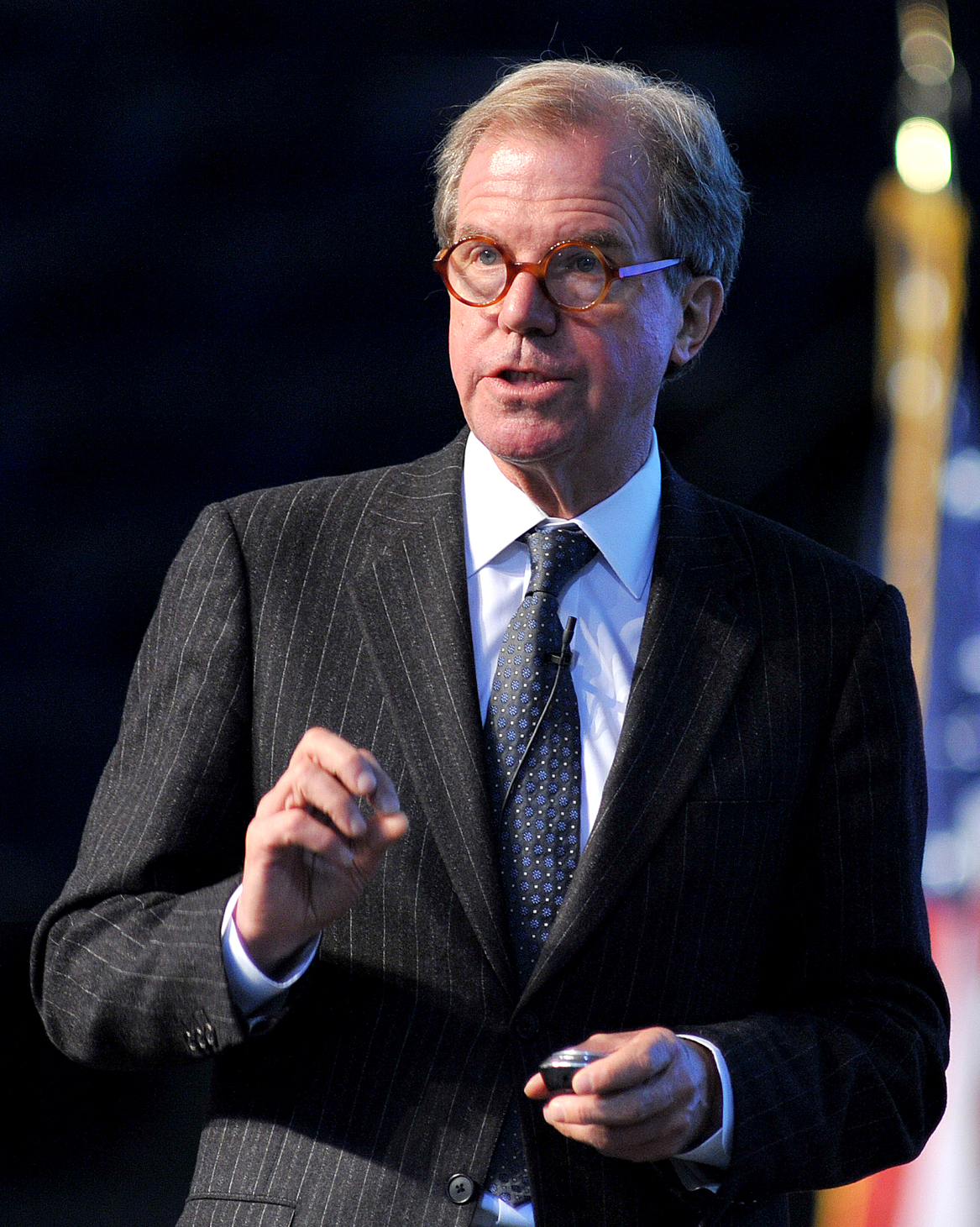
Nicholas Negroponte
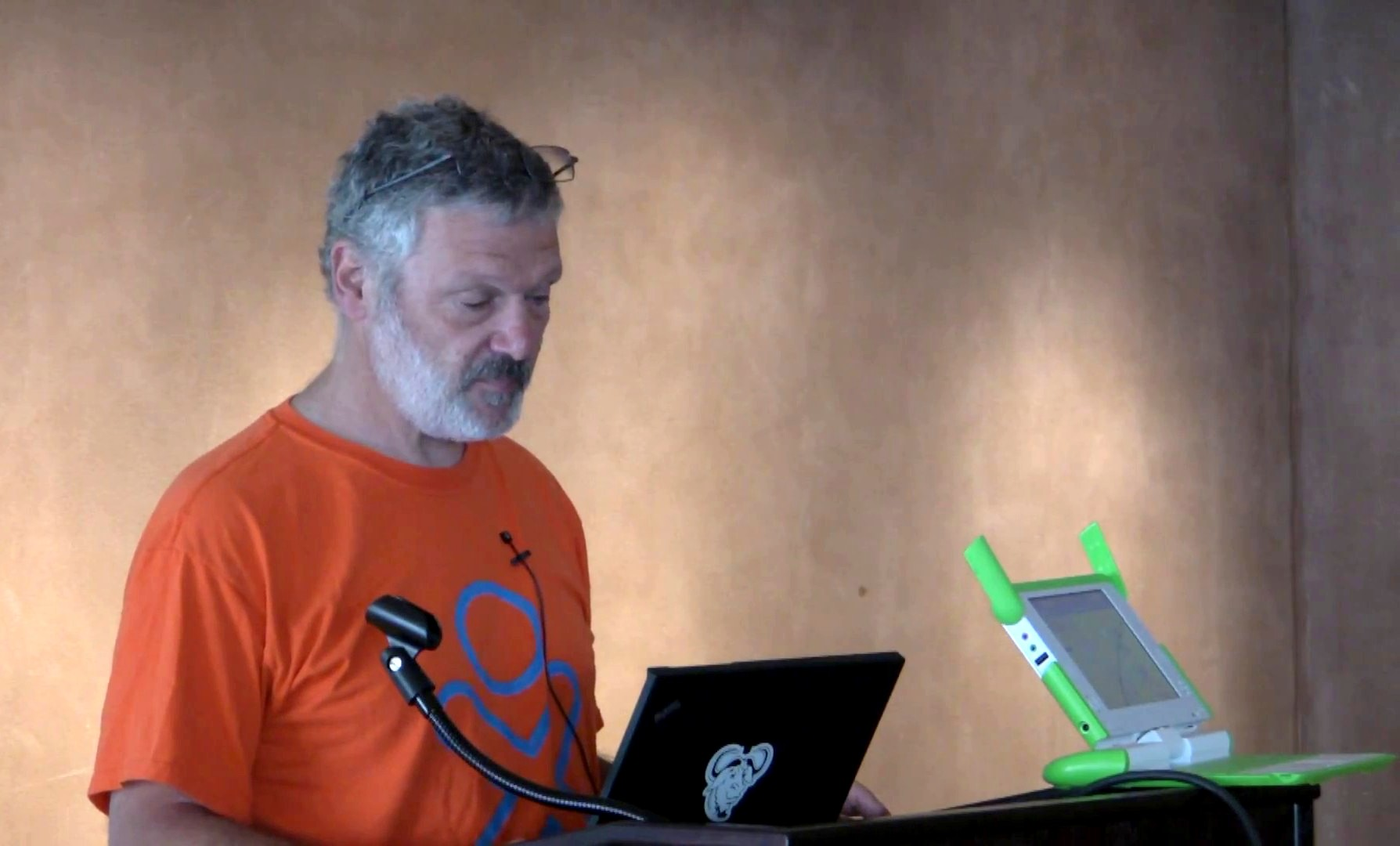
Walter Bender
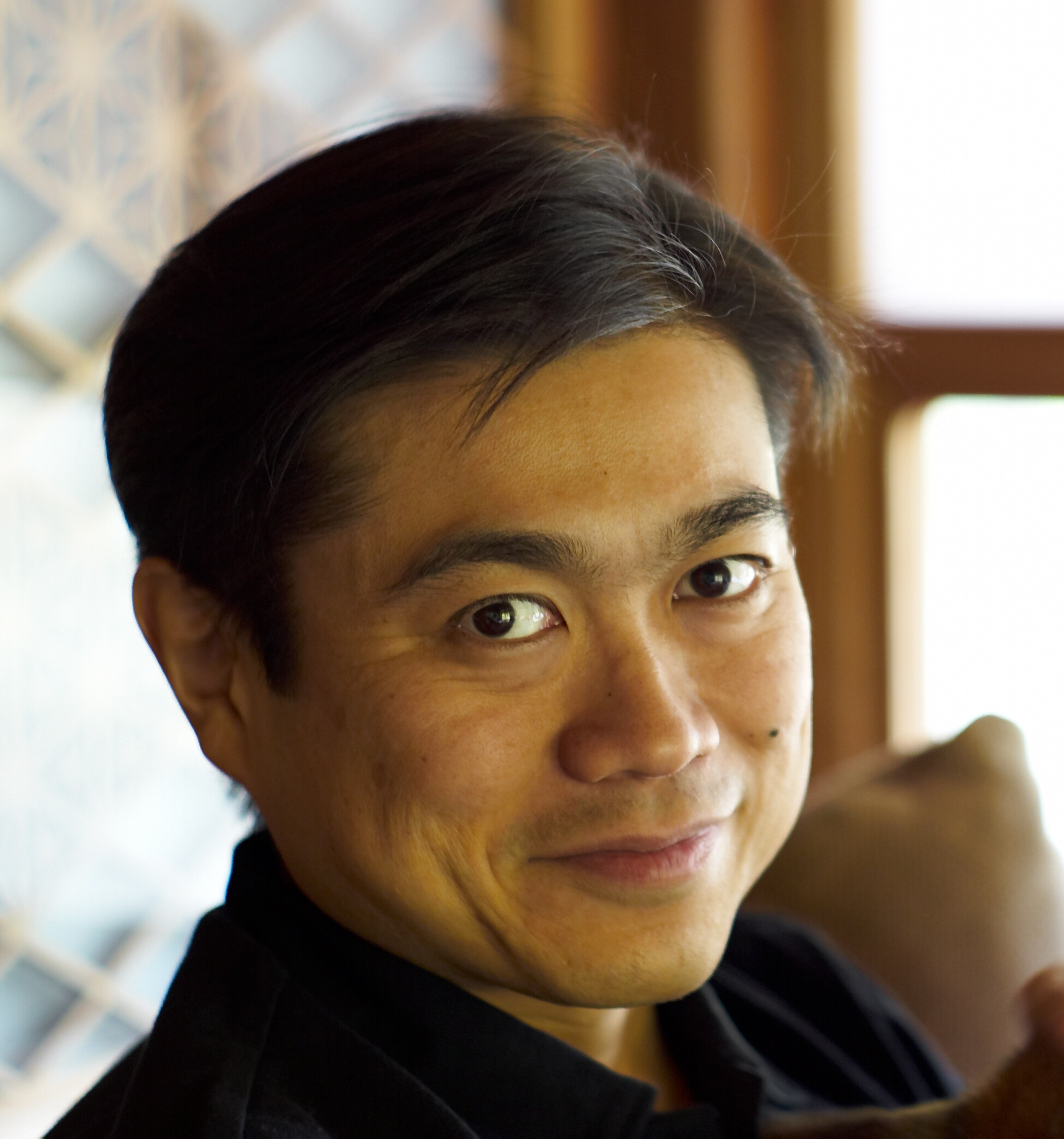
Joi Ito
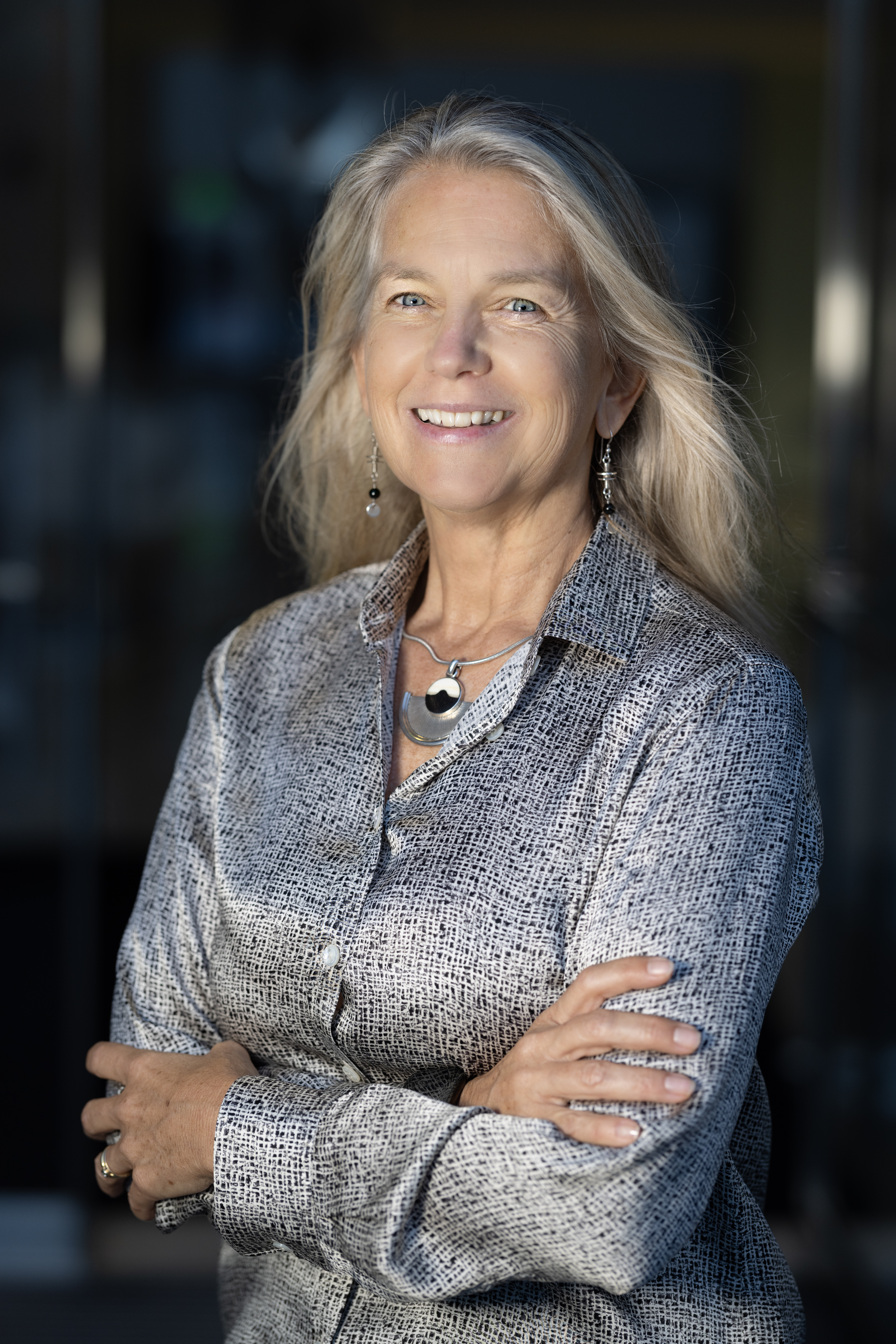
Dava Newman
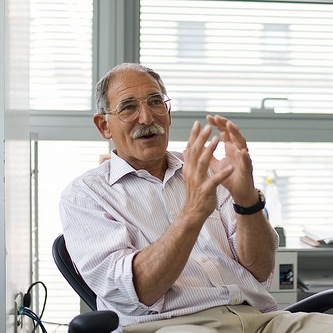
Andy Lippman
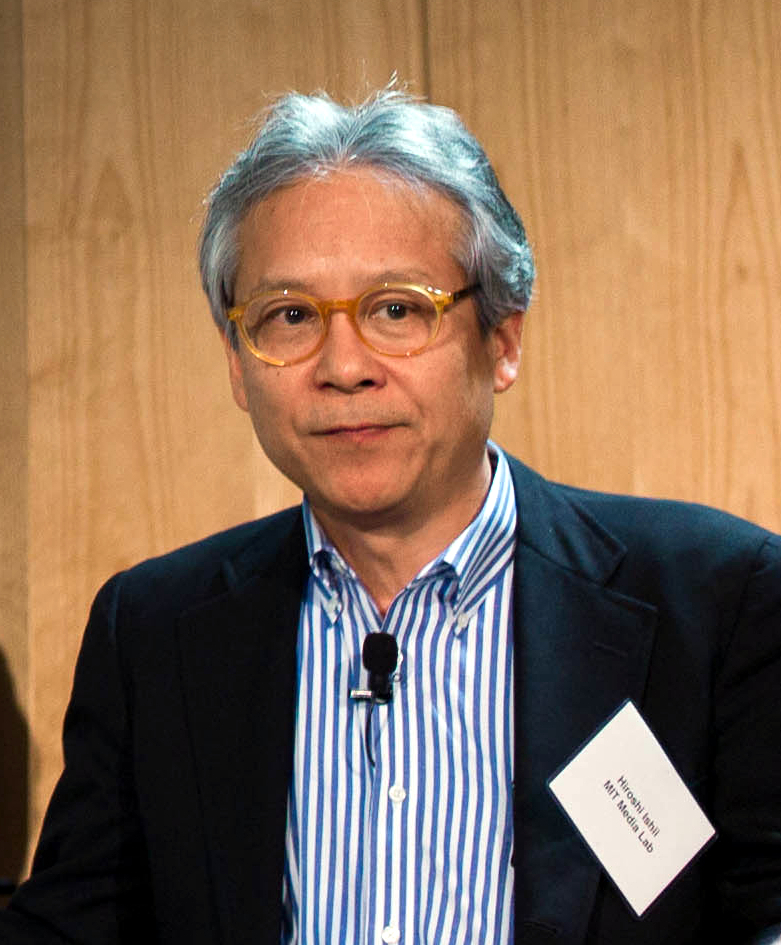
Hiroshi Ishii
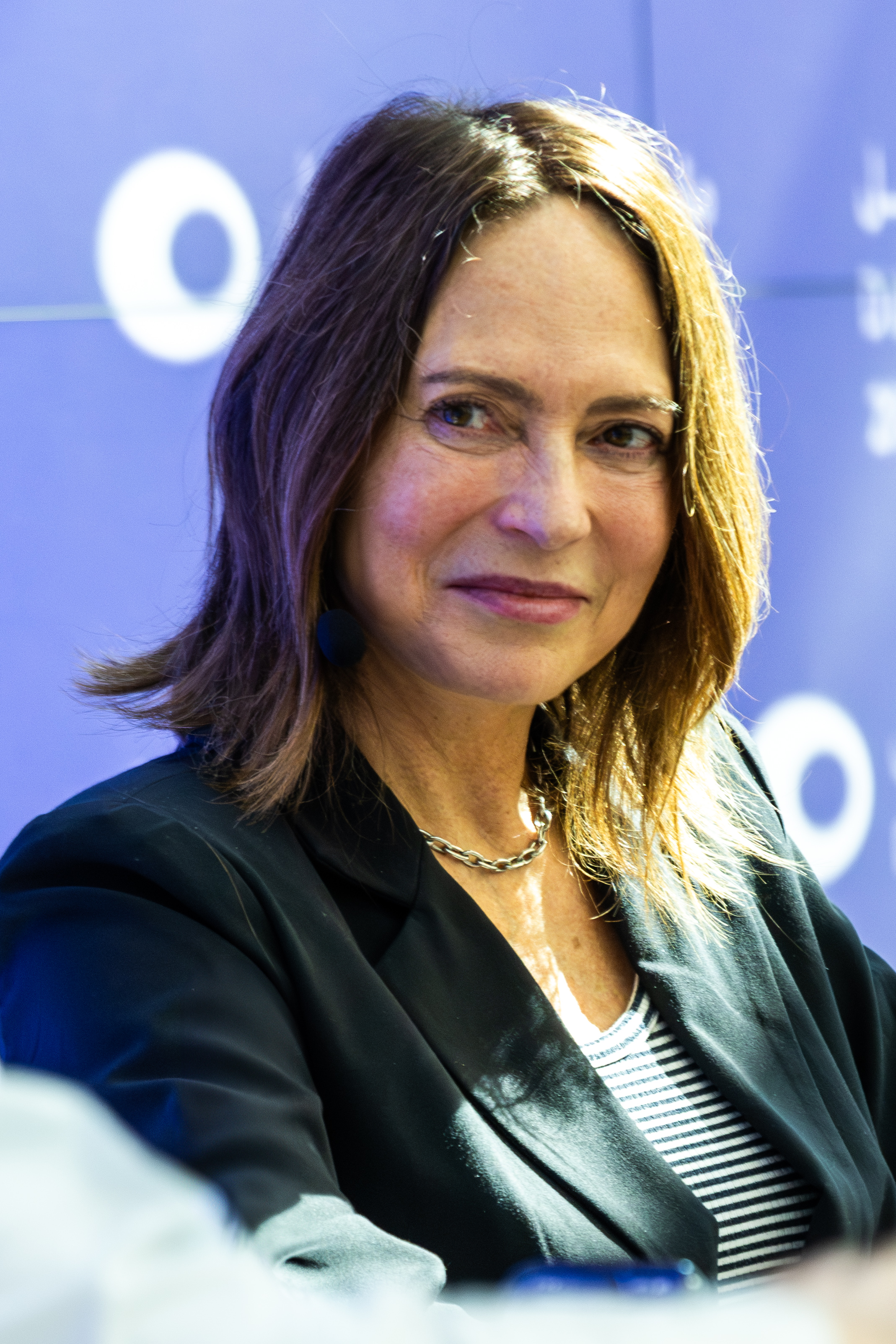
Pattie Maes

## 研究
メディアラボでの研究は、学際的な研究に焦点を当てている。中心技術に直接関わる研究ではなく、技術の応用や、斬新な方法による統合分野を開拓している。そのためメディアラボのプロジェクトの多くは、芸術的な性格を持っている。また、仕切りのないスペースに複数のグループが同居し、グループ間の垣根は低い。グループ持ち回りの休憩時間の交流会や、月1回の夜のパーティーなどもあり、コラボレーションの土台を作っている。
大部分の研究グループが、「人間とコンピュータの協調」をテーマにしている。これには従来のユーザインターフェース（ヒューマンマシンインタフェース）設計も含まれるが、ほとんどのグループはより広い視点からの研究を行っている。グループの中には、「知能機械」（周りの環境を知覚して、使用者の目的や感情を予測し、使用者がより効果的に行動するのを助けることができる機械）を作るため、身の回りのものに装置を取り付ける作業をする部門もある。この種の研究には、テッド・セルカー教授の電子投票機械からハイブリッド検索エンジンに及ぶコンテキストアウェアネスの研究などがあげられる。
またメディアラボでは、学習活動にコンピュータの知見を取り入れる研究をしている。これには学習ソフトだけではなく、プログラミングブリックPicoCricketのような楽しい玩具も含まれる。多くのグループが芸術と工学を融合したプロジェクトを研究しており、新しい道具やメディア、楽器やその他各種の新たな芸術形態を開発している。
メディアラボには、コンピュータの物理的な分野を作業しているグループもある。これには量子コンピューティングも含まれるが、他の力の応用の研究もある。
メディアラボの設立目的の一つは、発展途上国のための技術開発であり、これには100ドルパソコンなどがある。
新進気鋭の研究だけではなく、従来から続く古典的な人工知能のプロジェクトに従事するグループもある。
1995年には日本人コンピューター研究者の石井裕が、メディアラボ准教授（のち終身教授）に就任しタンジブル・ビットという概念を提案、その研究をおこなっている。
2013年〜2017年には日本人アーティストのSputniko!が、メディアラボ助教に就任し「デザイン・フィクション」という研究室を設立、その研究をおこなっている。

## 財源モデル
ラボの主な財源は、企業スポンサーから来ている。メディアラボは、「ほぼ100%、産業界からまかなわれていること」においてユニークである。
プロジェクトごと、もしくは、グループごとに財源を受領するのではなく、メディアラボは、スポンサーにラボの一般的なテーマに拠出することを求める。
スポンサー企業は、次に、メディアラボの研究と、より自発的な（spontaneous）なやり方で連携できるが、同時に企業は、ラボの教員や研究スタッフの特定のメンバーと構造化された関係によって導かれる。その特定のメンバーは、スポンサー企業がメディアラボのスポンサー契約から最大の便益を得られるように支援する。また、メディアラボは、スポンサーのビジネスとラボ研究の間の提携を作るための新しい手法を探求している。さらに、特定のプロジェクトや研究者は、より伝統的なやり方で、NIH、NSF、DARPAを含む政府機関を通じて財源手当てされている。また、MITにおける他の研究科もしくは他の学部との契約者は、しばしば、共通のプールに入らない資金をもつことができる。

## 建物
2009年、メディアラボは、プリツカー賞の受賞経験がある日本人建築家、槇文彦によって設計された新しい建物に移転した。
当初のWiesnerビル（E15）と新しいビル（E14）の組み合わせには、メディアラボ以外にも「List Visual Arts Center」、「School of Architecture and Planning's Program in Art」、「ACT（Culture and Technology）」、「Comparative Media Studies」におけるMITのプログラムが収容されている。